# شريفة أماني
شريفة أماني بنت سيد زين الراشد اليحيى (بالملايوية: Sharifah Amani binti Syed Zainal Rashid Al-Yahya)‏ أو شريفة أماني (بالملايوية: Sharifah Amani)‏، ممثلة ماليزية وسيدة أعمال من مواليد 10 يونيو 1986.

## روابط خارجية
- شريفة أماني على موقع IMDb (الإنجليزية)
- شريفة أماني على موقع قاعدة بيانات الفيلم (الإنجليزية)